# Nó volta do calafate

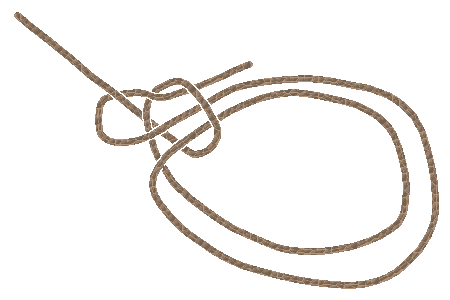
Nó Volta do Calafate

Nó volta do calafate é um nó mais conhecido como Balso de Calafate e é um nó muito seguro. Não é usado por marinheiros por ser difícil de desatar depois de ter sido submetido a grande tensão. É usado por campistas para pendurar comida e equipamentos. Também pode ser empregado como um nó decorativo.
É comumente utilizado para formar uma cadeira improvisada para descida de socorrista ou subir vítimas. 